# 仮説実験授業
仮説実験授業（かせつじっけんじゅぎょう、英: Hypothesis-Experiment Class(HEC),Hypothesis-Experiment Instruction(HEI)）は、科学上の最も基礎的な概念や原理・原則を教えることを意図した授業である。1963年（昭和38年）に板倉聖宣が科学史研究の成果をふまえて提唱した。仮説実験授業は授業の内容をすべて規定した「授業書」と称するテキストを用い、授業運営法にしたがって授業を進める。仮説実験授業は子どもたちが様々な側面からの問いかけと実験を楽しく繰り返しながら、授業書が目的とする科学的認識に至る経験ができるように作られている。授業書による授業が終わる頃には、ほとんどの子どもたちが自分が獲得した科学的認識を使って、未知の問題の結果を予想できるようになる。

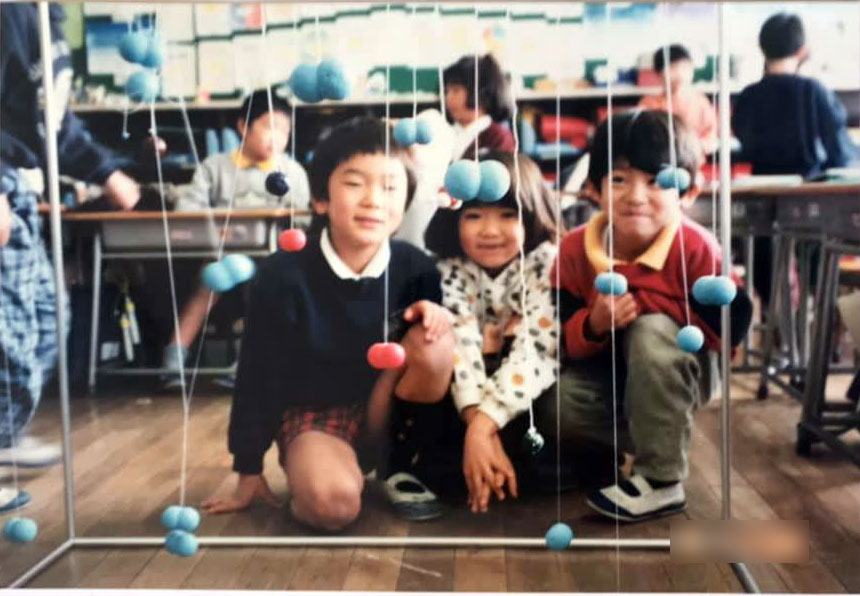
仮説実験授業の〈もしも原子がみえたなら〉の授業で1億倍の空気の分子模型を見ている子どもたち。The students looking the models of the molecules in the air.

## 概要
仮説実験授業は2つの命題を具体化している。1つは「科学的認識は対象に対して目的意識的に問いかける実験によってのみ成立する」という板倉の認識論。2つめは「科学的認識は社会的認識であって、個々の人間が仮説実験的に確かめた事柄を超えた認識を目指すもの」という板倉の科学論である。仮説実験授業は授業書と呼ばれる独自のテキストと授業運営法に従って実施する。提唱当初は自然科学の授業書から作成が始まったが、現在は社会の科学、数学、国語、美術など教育全般にわたって研究対象を広げている(#授業科学の提唱と仮説実験授業の拡張を参照)。
板倉は仮説実験授業を提唱した当時に「これまでの理科教育は、科学的な認識がいかにしてなり立つものであるのか、ということに関して全く不十分な理解の上に成り立っており、そのためにとんでもない考え違いに支配されていた。それは理科教育の実験についての考え方の中に、最も顕著に表れている。」「多くの人びとは実験というものは実験装置を動かしてみることだと考えがちであるが、実験というものはそういうものではない。」「いくら実験装置を動かしたところで、その行為でもって目的意識的に自然に問いかけるという主体が確立していなければ、それは実験とは言えない」と述べて、自身の認識論に基づいて慎重に作られた問題配列を持つ授業書というものを用いる授業を考案した。

## 仮説実験的認識の理論
板倉は自身が科学史研究から得た理論を「仮説実験的認識論」と呼んでいる。仮説実験授業の理論は、板倉聖宣の科学史研究の成果があって初めて提唱できた。板倉は基本理論の交代における矛盾の重要性を明らかにした。板倉は科学者が理論的な困難にぶつかったとき、どのように乗り越えたかを明らかにし、今日の生徒たちも過去の科学者と同じところで行き詰まるということを明らかにした。板倉はその認識論で決定的に大事なことは「結果が分かる前に予想・仮説を立ててから実験することだ」と考えた。板倉は社会的事象でも「仮説を立てて予想し、その成り行きを実験ととらえ結果を分析する」という意味での「実験」が可能だと考えた。板倉は科学的認識はこうした実験によってのみ決まると考えた。科学史研究で明らかにされた、科学者の困難の打破の仕方を教育に適用したのが仮説実験授業である。
板倉は、仮説実験授業の前提となる「科学的認識の成立条件」を次の3項目にまとめている。
（1） 科学的認識は実践（実験）によってのみ成立する。
この命題はこれまでの科学教育において実験の持つ意味と役割を初めて正しくとらえたものである。実験というものはただ実際に試してみるとか、見やすく考えやすくする手段ではない。実験とはあらかじめ立てられた予想や仮説を検証するという目的意識を持って自然に働きかけるという、目的意識的な行為である。問題に対して予想を立てて立ち向かうということは、科学的認識への第一歩である。この意味で通常の学校の授業での予想（目的意識）のない実験は自然現象を再現したものではあっても実験とは言えないとした。
（2）科学的認識は法則的認識である。
仮説実験授業は科学上の最も一般的・基礎的な概念・法則を習得させることをめざしており、個別的・特殊な事項の修得を目指しているのではない。あくまで、適応範囲が広く、しかも有効性の高い概念･法則･原理を教えるものである。科学上の一般的・基礎的な概念や法則の修得をめざさない授業は、いくら予想を立てさせて授業を行っても仮説実験授業ではないと考えた。
（3）科学的認識は社会的な認識である
科学はゼロから出発するのではなく、他人のすぐれた研究を摂取し、知恵を借りたりしながら研究をすすめていくものであるとして、仮説実験授業が討論を位置づけて、個人的な学習ではなく、集団的･社会的な授業という形態を取っているのは、この考えに基づく。このことから子どもたちは概念や法則を手に入れるだけでなく、科学とはどういうものかも学び取っていくとした。
これに加えて次の授業論も仮説実験授業の前提となっている。
（4）授業には、各クラスの教師と生徒の個性を越えた法則性があって、個々の教師の作成した教材で授業するよりも、多くの他のクラスで成功した授業プランで授業した方が成功するのが普通である。

## 名称
板倉は、仮説実験授業とは「科学的認識の成立過程」において述べた板倉の仮説的な理論にもとづいて運営される科学教育の方法と内容をさすもので、この授業が「仮説実験」の名で呼ばれるのは、科学的認識の基礎が仮説と実験とにあるという「理論」の考え方を科学教育に意識的にトコトンまで適用して展開されるものだからであると述べている。

## 目標
1.目指す概念と法則をすべての子どもたちが使いこなせるようにする。
一連の問題が行われた後の最終的な段階の問題では、クラスの全員が目指す概念と法則を用いて、実験以前に正しくその答を示すことができるように、授業書の問題の配列を考慮した。
2.クラスのすべての子どもたちが科学とこの授業とが好きになるように組織する。
板倉は「目標1を体得させることができたとしても、そのためにかえってその授業に対する興味が薄れ、科学が嫌いになるのでは意味がない」とした。
3.以上のような授業が、特別のベテラン教師でなくても教育に熱意のある教師なら誰でも実現できるような一切の準備立てをする。
「ゆきとどいた授業書、テスト問題や研究問題、練習問題、読物、実験装置、授業参考資料などの提供をさすものであって、それぞれの教師が特別に授業プランを作成したり、参考資料を準備しなくても済むようにするということである」とした。

## 授業書

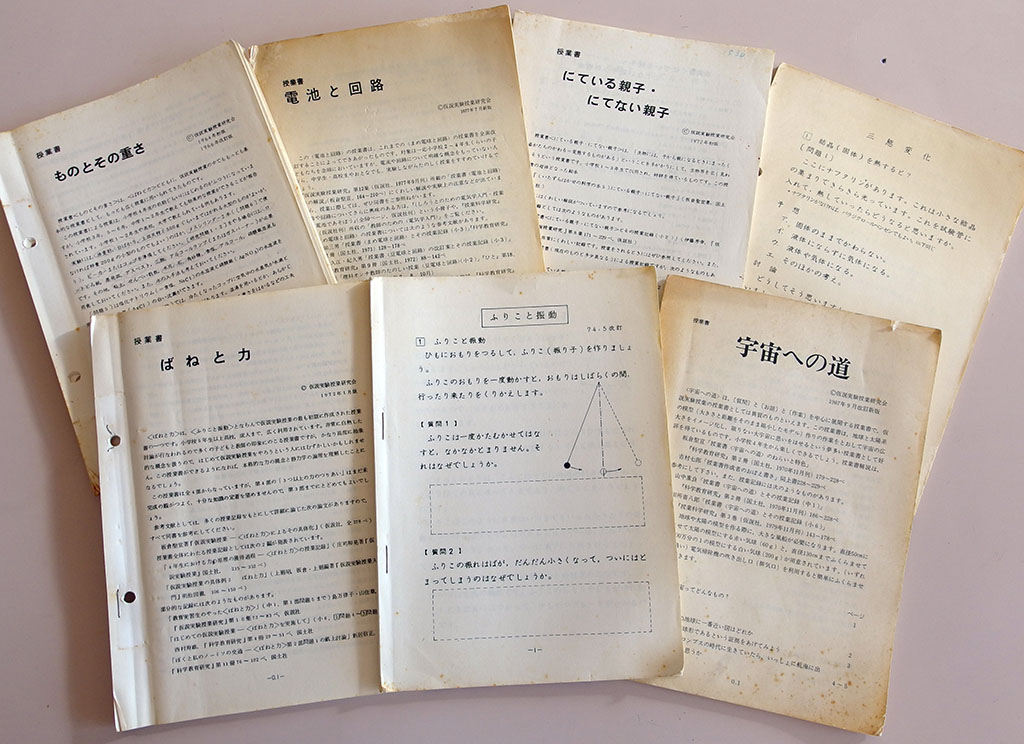
仮説実験授業の授業書の例

仮説実験授業は「授業書」に従って行われる。授業書とは「問題を中心に構成され、このほかに研究問題、練習問題、質問、新しい科学の言葉、法則･理論のまとめ、読み物、資料などの各構成要素からなっている。」仮説実験授業における「問題」とは「すべての児童・生徒たちが各自で予想をたて、自分自身で考えて討論に参加し、実験に訴えてその真否を明らかにすることを要求するもの」である。問題に対する児童生徒の予想は、問題に示されている「選択肢」を選ぶことで行う。選択肢は問題の意図を明確にすることをねらったもので、問題文だけではわからない「どのような予想を期待しているか」を示している。問題の意味がよく分かれば、どんな予想が立ちうるかは誰が考えても同じようなものになるのが普通なので、あらかじめ選択肢を与えておいた方が時間の節約になると板倉らは考えた。
板倉は仮説実験授業を「予想」ではなく「仮説」とした理由を「単なる予想-当てものごっこではない、それ以上の理論的なものを求めたため」としている。。

### 授業書の例
仮説実験授業では「授業書」というものを使って授業するが、そのひとつ〈光と虫めがね〉の問題を紹介する。
```
子どもたちの予想は①ではアとイが多い。②もアとイが多い
[
33
]
。実験結果は省略するが、この問題は光の性質や虫めがねについて多少知っているつもりの大人でも、なかなか自信を持って予想することはむずかしい
[
33
]
。科学の力は未知のこと、自分がまだ知らないことを正しく予言できることができるようになって、「あることを知った」ということを意味する
[
33
]
。これはクイズでは絶対に実現できず、系統的に原理原則をつかまなければならないと板倉は考えた
[
33
]
。
```

この授業書は、子どもたちがさまざまな側面からの問いかけと実験を楽しく繰り返しながら、光とレンズの働きについての科学的認識に至る経験を得られるように作られている。この授業書が終わる頃には光とレンズについてほとんどの子どもたちが、自分が獲得した科学的認識を使って、未知の問題の結果を予想できるようになる。仮説実験授業ではこのようなことが実現できてこそ科学教育であるとした。

## 授業運営法
仮説実験授業は授業書で教育内容を規定しているが、その授業運営方法も明確に規定されているのが特色となっている。
ここでは『仮説実験授業のABC 第5版』から概略を引用する。
授業書の予習は有害無益である。
授業書は一度に配らず、問題ごとに1枚ずつ配っていく。
問題を理解し、実験方法を理解し、予想を立てる。
問題の意味を理解できたら予想を選ばせる。初めて習う概念であれば最初のうちは当てずっぽうでもかまわない。予想が決まったら手を挙げてもらい、授業者はクラス全員の予想分布を集計し黒板に板書する。
各自の予想に対して理由を発表し、反論があれば討論を行う。
この場合無理に理由をいわせる必要はない。理由が出なければ実験に移る。
教師は聞き役であり、討論がスムーズに行われるように交通整理をする役目を行い、正しい予想に誘導することはしない。
討論がおわったら、予想変更を問う。この際、特定の意見が子どもたちの支持を集めて予想変更したからといって、実験結果が当たるという保証はない。このことから「真理は多数決ではなく、実験で決まる」という科学の民主的側面を、自然に子どもたちは学んでいくことが授業記録で報告されている。
実験結果を示す。
授業書に従い実験結果を示す。授業書では実験が困難なものは「読み物」で事実を示すようになっている。実験後の解説はしない。教師は子どもたち全員に実験結果が分かるように運営しなければならない。実験結果を確認させて授業書の「結果」欄に記入させる。
これを繰り返すことで授業が進められる。
授業の進度は子どもたち次第である。
討論が長びくと進まないこともあるし、意見が出なければどんどん進む。
授業書が終わったら評価と感想を書いてもらう。
授業の評価は通常5段階で行う。
「5=とてもたのしかった、4=たのしかった、3=ふつう、2=つまらなかった、1=とてもつまらなかった」というのが標準的な評価である。板倉らは授業成功の評価基準を子どもに置き、研究途上で5と4を選んだものが8割に満たないときは、感想文を手がかりにしてどこに欠陥があるか、その原因を追及することに努めた。

## 実験科学としての仮説実験授業
仮説実験授業は授業書と授業運営法がセットになっているため、教師の役割を授業書の提供者・討論の司会者・実験器具の準備提供者に限定していることになる。これによって、授業者の優れた話術や巧みな演出やたちまわりにひそむ名人芸で特殊な性格を脱却することになった。授業書という「規格化された授業方法」のおかげで、仮説実験授業には予想分布や討論で出る意見などの授業結果に再現性がある。

仮説実験授業の教育研究方式は他の研究者にも影響を与え、授業書方式と呼ばれる教育研究方法が広がった。
これは授業書を使うことによって授業を再現でき、追試･検証が可能であり、授業のあり方を科学することが評価されたからである。仮説実験授業は「授業書」を使うことによって授業の運営法をも規定し、授業の科学的研究方法に新しい局面を切り開いたとされた。

## 板倉の仮説実験的認識論
仮説実験授業の基盤には板倉の仮説実験的認識論がある。その系譜は古代ギリシャのヘラクレイトスから、近代科学の方法論を論じたジョン・ハーシェルからウイリアム・ジェヴォンズ、ジョン・デューイとたどることができ、大正新教育運動の及川平治や神部伊三郎の教育理論までたどることができる。仮説実験授業はそれらの理論では達成できなかった、実際の授業で子どもたちに科学的認識を成立させることに初めて成功した。

## 授業科学の提唱と仮説実験授業の拡張
板倉は1979年2月の『授業科学研究』の発行開始にあたって、「教育学」という言葉に対する概念として「授業科学」という言葉を提案した。仮説実験授業はもともと科学の授業の改革を意図して生まれたものであったが、科学の授業の改革を通じて、一般に授業というものの見方・考え方を改革するものとなった。板倉は、「教育学」という言葉でいつまでも教育現象全体を一挙にとらえようとしていたのでは、いつまでたっても教育を科学的に研究することはできないとして「授業科学」という概念を提唱した。板倉は教育を哲学的にではなく、科学的に研究しようとするなら、問題のまとを絞ってすべての人が認めざるをえない法則性を一つ一つ明らかにして積み上げていくしかないと考え、そのためには欲張ってはならないと主張した。板倉は自然科学の狭い意味での仮説実験授業の研究から、授業科学一般の研究に突き進むことを考えた。

### キミ子方式の発見による美術教育の改革
1978年に板倉聖宣は松本キミ子と出会い、彼女の美術教育の実践を知った。
板倉はすぐに仮説実験授業研究会に松本キミ子の美術の授業を紹介し、仮説実験授業研究会の中に、その独自の絵の授業「キミ子方式」は急速に広まった。
キミ子方式とは、
1. 水彩絵の具の三原色と白のみですべての色を作る。
2. 自然物の場合、輪郭線は描かない。人工物では描くこともある。
3. 描く対象に合わせて一定の手順で部分から描き始めて隣へ隣へと描いていく。
4. 紙の大きさに絵を合わせないで、絵に合わせて紙を切り抜いたり、継ぎ足したりする。

などのこれまでの絵の書き方の常識に反する独自の教え方であった。
板倉がキミ子方式を高く評価したのは「松本さんの実践を見ると、絵の授業でも明らかに授業の法則性を問題にしうることがわかる」と、その「再現可能性」を評価したからであった。板倉はそれまで「芸術の授業となると、先生の個性・能力に依存するところが大きくて、その授業の法則を一般化してとりだすことはなかなかできないだろう」と考えていたのだが、松本キミ子の絵の授業を知って認識を新たにした。板倉はキミ子方式を「繰り返し再現可能な＝実験的な研究の積み上げが可能な授業理論」として評価した。さらにその授業を受けた子どもたちが「たのしかった。また描きたい」と非常に歓迎していることから、キミ子方式は「たのしい授業」という点でも評価された。
また、キミ子方式は他の教師でも再現可能で、仮説実験授業研究会の中でキミ子方式が知られるようになってすぐに、キミ子方式の絵の授業をそのまま実践して成果を出した教師が出現した。
仮説実験授業研究会ではその後、科学教育分野の研究だけでなく美術分野でも多くの研究が行われるようになり、毎年開かれている仮説実験授業研究会の全国合宿研究会でも、毎回美術分科会が設定されている。現在では美術教育が研究対象として仮説実験授業研究会の中に定着している。今日までに多くの授業プランが作成されている。

### 社会の科学の授業書の開発
板倉は1980年代から「社会の科学」の授業書を次々に作り出した。板倉は「社会科学」という呼び方を意識的に避けて「社会の科学」としている。これは「日本でも世界でも、社会科学では実験概念が確立していない」から「社会科学はほんとうの科学と言える段階ではない」と考えたからである。板倉は「仮説実験授業を提唱したとき、社会の科学を対象としていた」と述べ、「社会の科学を作るにしてもそのモデルは自然科学だ」としている。
最初に作られた社会の科学の授業書は1980年の「日本歴史入門」である。その問題1では「沢田吾一の研究によると奈良時代（700年代）の人口はどのぐらいあったと思いますか」を子どもたちに選択肢を与えて予想させている。この授業書は日本の歴史を扱っているが、普通の教科書と違って人名などの固有名詞はほとんど出てこなかった。板倉は人口と米を中心に日本史を概観し、長期統計の変化から時代区分をイメージする授業書を作成した。板倉は未知のことを知るため、未来のことを考えるために、仮説を立ててから、明確な数量を探して求めて実験し、特に「人口」「米」「お金」「国旗」「木綿」「自動車」などのモノに目をつけて数量化し、グラフ化して結果を得た。板倉の社会の科学の授業書は「モノで見た歴史や経済史」になっていた。
科学史研究から自然科学の授業書が作られたのと同じように、板倉自身の認識論を使って大事な法則やイメージを発見していく「社会の授業書」を作った。これが板倉の社会の科学の特徴となっている。このように、板倉によって「社会の科学」という実験科学が成立したと考えることができる。

### イメージ検証授業の提唱
板倉は1981年の講演で、「とくに社会科学の授業を考えているうちに、いまから17〜18年ほど前に私自身の提唱した仮説実験授業とは別に、「イメージ検証授業」と名付けられるような理論を構築しなければならないのではないか、と考えるようになった」として、「イメージ検証授業」という概念を初めて発表した。
仮説実験授業は「科学上のもっとも基礎的・一般的な法則・概念を教えて、科学とはどのようなものかということを体験させることを目的とした授業」である。しかし、1980年当時までに作られた授業書の中には必ずしもその定義に当てはまらないと思われるものも存在していた。
たとえば宇宙の広大さをイメージさせる〈宇宙への道〉、江戸時代から明治時代への時代区分を教える〈日本歴史入門〉がそのような授業書であった。
板倉はこれら2つの授業書を例にあげながら、「宇宙や地球についての正しいイメージを作り育てる」という授業は「基本的な概念ではあるが、多くのものに共通する一般的な概念・法則というわけにはいかない」から、これは仮説実験授業の授業書というわけにはいかないとした。そこで「イメージ検証授業」と名付けたらどうだろうかと提唱した。
〈日本歴史入門〉も同様に、歴史の発展の法則を教えるという意図もあるが、一番の目的は「江戸時代とか近･現代の社会とかのイメージを正しく伝えることを第一番のねらいとしている」ので「イメージ検証授業」と呼んで、仮説実験授業とは区別した方が良いと考えた。
イメージ検証授業は「イメージは事実の重ね合わせによって作られる」、「基本的な予想の当たる元になるイメージを教える」という基本的な考えによって作られた授業書である。
板倉は「仮説実験授業もイメージ検証授業の一種で、その授業で取り上げる概念・イメージが科学的に明確に定義しうるとき、イメージ検証授業は仮説実験授業となる」としている。

### 仮説証明授業の提唱
1993年に板倉は「数学でも仮説実験授業のようなたのしい授業が可能である」ということを明らかにし、その授業を「仮説証明授業」と呼ぶことを提唱した。
このとき板倉は、「数学というのは実験で真理が決まるのではなくて、〈証明〉という手続きによって真理が決まる」という考えを述べている。
そして、板倉は「これまでの数学の授業が楽しくならなかったのは、「実験がないからではなくて、魅力的な仮説が提示されていないために、その証明を理解する意欲も生じなかったからだ」と考えるべきだ」。従来の数学教育では「あまり分からせよう、分からせようと努力するからいけない」「あまりにも一生懸命に「これはこうでしょ、これはこうでしょ」とたたみかける。それでつまらなくしているんです。分かりやすくさえすれば数学が楽しくなると勘違いしている。分からせることだけを大切にして、楽しさを犠牲にしている」と従来の数学教育の問題点を明らかにした。そこで板倉は「これまでの数学教育は〈証明の仕方がまずかった〉というよりも、〈証明しよう〉という意欲を起こさせるのに失敗してきた」のだと考えたのである。その問題の解決のためには「証明の前に仮説がはっきり提示されていることが重要である」から、「数学の授業でも（科学の授業と）同じようにして、証明の前に仮説をはっきりさせるようにした「仮説証明授業」をやれば、それでたのしい授業ができそうだ」と考えた。
板倉は仮説証明授業を具体化した、授業書案〈勾配と角度〉を発表し、実際に数学でも仮説実験授業と同等なたのしい授業が実現できることを示している。これ以降、数学教育も実験科学の研究対象として確立し、仮説証明授業の授業書が作られていった。

### たのしい授業の提唱
1983年に板倉は新しい月刊誌『たのしい授業』を仮説社から創刊した。その創刊前の宣伝パンフレットには「たのしい授業の実現こそ、子ども・教師・学校・教育・研究をよみがえらせる一番確かな、一番の早道である」とその意義を宣言している。
板倉が「たのしい授業」を前面に押し出す方向に踏み出したのは「今、日本の教育は明治以来かつてないほど荒廃しています。それは教育の量的拡大がかなり満足すべき状態に達してきたという状況によると言っても良いでしょう」と、1980年当時の日本の教育の状況を見たからだとしている。
そして「制度の枠を超えて大胆な研究をすすめることなしには、この教育の荒廃を救う道はない」とで述べた。
雑誌『たのしい授業』は「そのような現実の中で楽しく生きる知恵を生み出す媒体として創刊される」とその目的を述べている。
板倉は1991年の『たのしい授業』の101号で「私たちは反発の声を予想しながらも、あえて「たのしい授業」と題した本誌を創刊した」と当時の様子を振り返っている。
現在では「たのしい授業」という言葉は教育関係者に一定の市民権を得て普及したと言えるが、一方で板倉は「具体的な手立てを提供することなしに「たのしい授業」という言葉だけが普及したら、それこそ現場の教師や子どもたちを苦しめるだけのことになっていく」と警鐘も鳴らしている。

### ものづくりの授業
板倉は「ものを作る授業では全員がうまくできるところまで指導しないと、ものを作る自信を喪失させる授業にしかならないことが少なくない」という考えのもとに『たのしい授業』を編集した。このため、『たのしい授業』に掲載されるものづくりは「誰がやってもたのしくうまくできる」ことが検証されたものが選ばれている。

### 山本正次の「よみかた授業」
仮説実験授業は科学教育を超えて、国語教育も実験科学にすることに成功している。山本正次は1983年に「「モンシロチョウのなぞ」（吉原順平 作）国語科「よみかた」授業書案」を発表した。
山本は「なぜ国語が嫌いになるか」の中で、「国語に堪能だといわれる先生ほど、「深く読もう、深く読もう」とする」として、それが「子どもがだんだん国語嫌いになる」「私たちが一番大事にしている〈たのしい授業〉を実現するのとは逆の方向に行ってしまう」と分析し、「もっと読まそうではないか」と考えて授業プランを開発した。山本はよみかた授業運営方法は次の4つしかないとしている。
1. 読む。文章を読むことによって理解する。
2. 書く。手を動かして書き取ることで理解する。
3. 説く（とく）。先生、友達が話す、自分が話す。おしゃべりすることで理解する。
4. 語る。自分が感じたこと思ったことをしゃべる。

山本の授業プランは、多くの実験授業の結果、誰でも授業プランの通りに授業すれば、一定の効果を上げられることが確認された。

### 原子論の教育
仮説実験授業提唱前に刊行した『物理学入門』で、板倉は原子論的なものの見方考え方が、科学教育で大きな効果を上げると考えていて「原子論からみた力学入門」を書いている。この中の「原子論と重さの概念」は仮説実験授業の授業書〈ものとその重さ〉で物質不滅の法則を原子論的に明らかにしていくことで具体化された。「原子論からみた固体と力」は授業書〈ばねと力〉によって「弾性を持った原子の集合体としての〈固体のばねモデル〉」で具体化された。

1971年に板倉は『もしも原子がみえたなら』という絵本を刊行した。

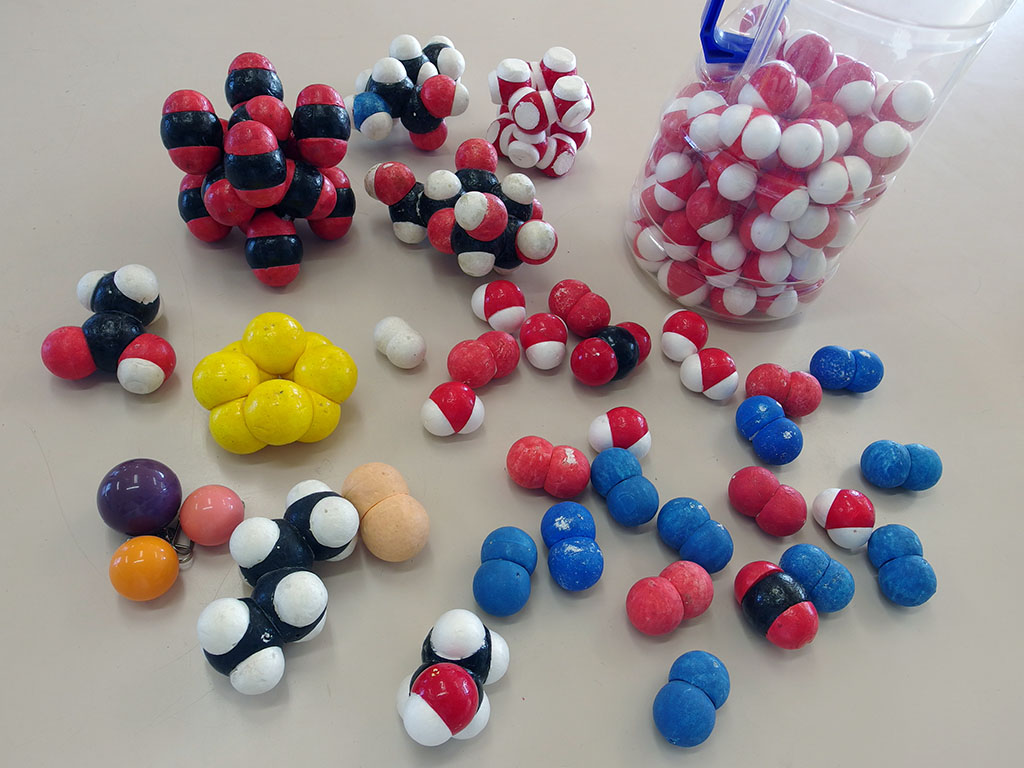
発泡スチロール球で作成した1億倍実体積分子模型

これは実体積分子模型を全面にだして、空気を作る分子を生き生きとイメージしていくものだった。この絵本は1974年に研究会員の平林浩によって授業書化されによる、仮説実験授業研究会の中で「空気中の1億倍実体積分子図の色塗りをしながらお話を読んでいく」という授業が広まった。その授業によって小学生低学年から大人まで、だれでも分子模型をイメージすることが大好きになることが分かった。
名倉弘は1979年に発泡スチロール球で1億倍の分子模型を作り「もしも原子がみえたなら」の授業で使うことを始めた。その方法は改良され、1984年に鈴木隆が着色した発泡スチロールの玉を組み合わせて分子模型を作る」方法を発表した。さらに1985年に板倉と吉村七郎の共著記事「分子模型の作り方 発泡スチロール球で簡単に作れます」が発表され、1億倍の分子模型作りが確立した。その結果「原子や分子の授業は、自分たちで分子模型を作った方がずっと楽しい」ということが確認された。そして1992年、平尾二三夫によって「ユニポスカキャップ法」が発表され、空気中の分子だけでなくブドウ糖、砂糖、石けん、ベンゼンなどの大きな模型まで簡単に作れるようになった。小学校ではこれらの授業書と分子模型を用いて小学校1～2年でも原子や分子を楽しく教えることができることが示された。

### サイエンス・シアター運動
板倉は1994年に「サイエンス・シアター運動の構想」を発表した。板倉は「スポーツ、音楽、絵画、旅行……その楽しみのために高いお金をかける人も珍しくありません。それなのになぜ日本には「科学を楽しむ」という習慣がないのでしょうか。」と、イギリスの近代科学の伝統に立ち返って、科学を楽しむ活動の必要性を主張した。板倉は19世紀にマイケル･ファラデーがイギリスの王認研究所で行っていたクリスマス講演のような、誰でも科学をエンターテイメントとして楽しめる舞台公演を構想した。板倉は「仮説実験授業の構想を英国のクリスマス講演と結合すれば、もっともっと楽しい科学を効果的に普及しうる」と考えた。
板倉の構想に基づき、仮説実験授業研究会の有志が集まって教材開発とシナリオ作りが行われ、1995年4月8日と9日に早稲田大学国際会議場で第一回サイエンス･シアター「電磁波をさぐる ―電波と光の世界」が行われた。参加者には豪華な「実験セット」も配られ、親子で楽しむ科学公演が実現した。サイエンス･シアターはその後2000年まで各地で7回行われた。これらのシアターの成果は「サイエンスシアターシリーズ」として仮説社から刊行されている。
板倉のシアター運動は2005年に宮地祐司らによって設立されたNPO法人楽知ん研究所（らくちんけんきゅうじょ）が引き継いだ。楽知ん研究所は1700年代の欧米での科学実験講座や巡回講座の楽しい科学の伝統に立ち返り、各地で「〈大道仮説実験〉講座」を行っている。

### 街角科学クラブ
仮説実験授業は当初は学校の子どもたちを対象とした授業で使うことを想定して作られてきたが、1980年代から東京の名倉弘が学校外で仮説実験授業の授業書を使った講座や、ものづくりをたのしむ会を定期的に行うようになった。2000年に入ると一般市民を対象とした市民講座でも仮説実験授業の講座が行われるようになった。それらは街角科学クラブと呼ばれるようになり、主に仮説実験授業を実践して科学の楽しさを知ったベテラン教員によって学校外の科学講座として行われた。それらの科学講座は公共施設で定期的に行われる有料の市民講座であったが、現在では各地で行われるようになった。

## 仮説社

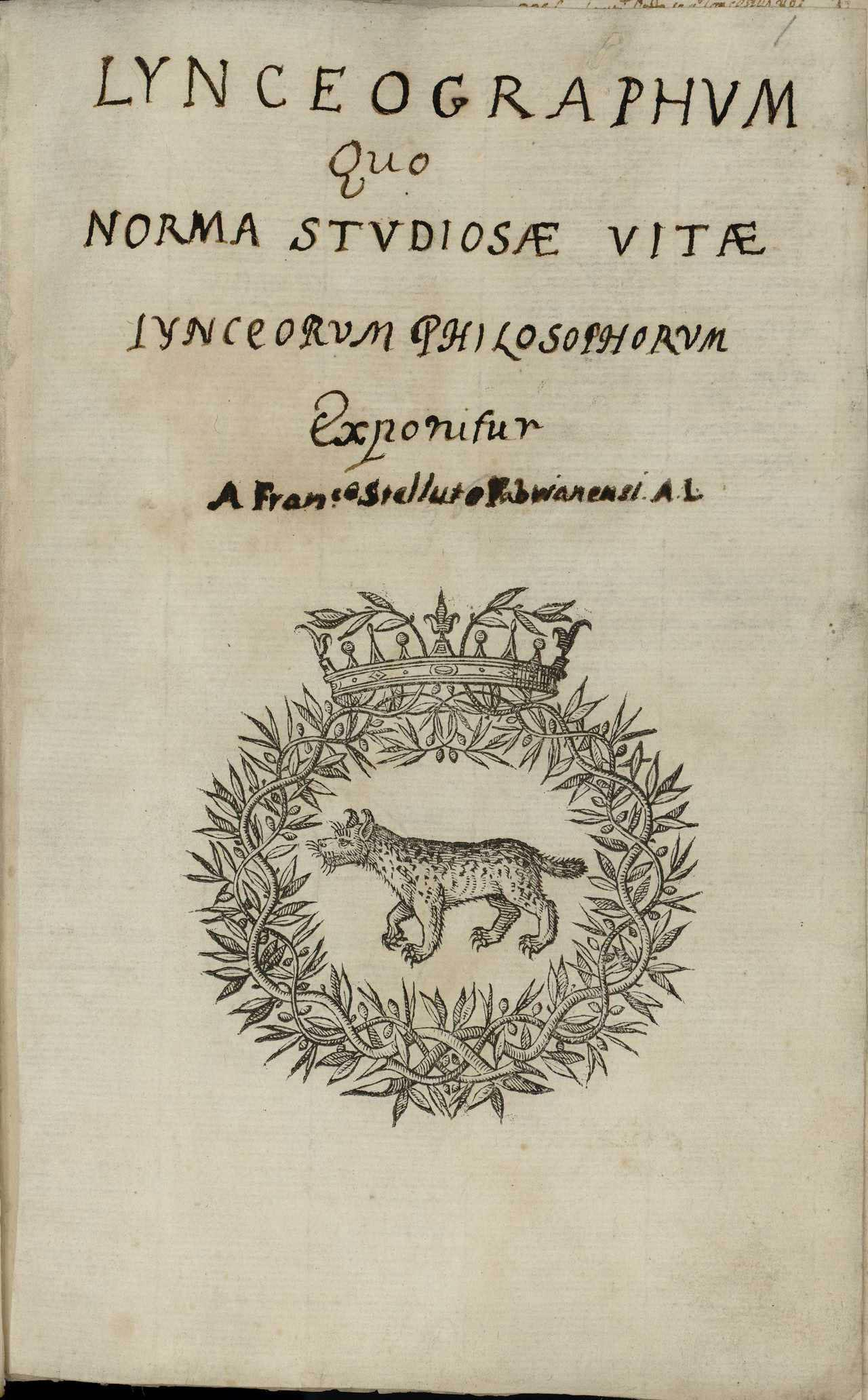
ガリレオが属した山猫学会の紋章。仮説実験授業関連の出版物のロゴとして使われている。

仮説社（かせつしゃ）は、1973年9月13日に設立された日本の出版社の一つである。社名は板倉聖宣の仮説実験授業に由来する。仮説実験授業の授業書を始めとして、仮説実験授業に関する書籍を多数出版している。また、授業書に必要な実験道具も扱っている。同社の定期刊行する「たのしい授業」は仮説実験授業研究会の事実上の機関誌となっている。

## 仮説実験授業研究会
授業書の開発は仮説実験授業研究会が中心となって行っている。板倉は1967年夏に第１回全国合宿研究会を開催し、これをきっかけに各地の学校で仮説実験授業が実践されるようになっていった。

## 海外への紹介と認知心理学との関連
仮説実験授業は1977年に認知心理学の研究として稲垣佳代子と波多野義代雄によってアメリカの教育雑誌に紹介された。そこでは認知心理学の実験結果として仮説実験授業を受けた子どもたちの方が、経験的研究への強い動機を示したことや、事後テストで学んだ知識を他の関連項目に適用できたことなど、有意に優れていることを示した。また、稲垣と波多野は仮説実験授業をHypothesis-Experiment-Instruction(仮説実験指導法)と紹介したため、欧米では仮説実験授業がHEIとして知られている。しかし板倉聖宣はこの訳語に満足せず、「授業」の意味を持たせたHypothesis-Experiment-Classを訳語として採用し、HECとしている。このため欧米の認知心理学で普及しているHEIは板倉聖宣が提唱したHEC（仮説実験授業）のことである。1980年代の欧米の科学教育研究には仮説実験授業とよく似た実践が報告されている。